# Lanhas
Lanhas ist eine Gemeinde im Norden Portugals.
Lanhas gehört zum Kreis Vila Verde im Distrikt Braga, besitzt eine Fläche von 1,83 km² und hat 654 Einwohner (Stand 19. April 2021).